# Elezioni parlamentari in Turchia del novembre 2015
Le elezioni parlamentari in Turchia del novembre 2015 si tennero il 1º novembre per il rinnovo della Grande Assemblea Nazionale Turca.
Queste elezioni hanno visto la vittoria del Partito della Giustizia e dello Sviluppo (AKP), che hanno riconquistato la maggioranza parlamentare che ha perso nelle ultime elezioni parlamentari svolte a giugno 2015.
Il 24 agosto 2015 il presidente Recep Tayyip Erdoğan ha sciolto la Grande Assemblea Nazionale Turca e ha indetto nuove elezioni anticipate.

## Risultati
| Liste                                          | Voti       | %     | Seggi |
| ---------------------------------------------- | ---------- | ----- | ----- |
| Partito della Giustizia e dello Sviluppo (AKP) | 23 681 926 | 49,50 | 317   |
| Partito Popolare Repubblicano (CHP)            | 12 111 812 | 25,32 | 134   |
| Partito del Movimento Nazionalista (MHP)       | 5 694 136  | 11,90 | 40    |
| Partito Democratico dei Popoli (HDP)           | 5 148 085  | 10,76 | 59    |
| Partito della Felicità (SP)                    | 325 978    | 0,68  | –     |
| Indipendenti                                   | 51 038     | 0,11  | –     |
| Altri                                          | 827 256    | 1,73  | –     |
| Totale                                         | 47 840 231 | 100   | 550   |